# جان کان
جان کان نام یک گروه موسیقی اهل ترکیه است.  و در سال ٢٠١٩ عضو اصلی گروه فاتح آ.ب.ب یک استدیو جدا برای خود ایجاد کرد و در آنجا فعالیت می کند و نشانی اینستگرام آن : Cankanofficial می باشد .  این گروه شامل دو نفر به نام‌های فاتح آ.ب. ب (زادهٔ ۱۹۷۷ در آلمان) و مالک آیهان (زادهٔ ۱۹۷۸ در آلمان) است.

## زندگینامه مالک آیهان - Malik Ayhan
- او در ۱۹ اوت ۱۹۷۸ او در دویسبورگ آلمان به دنیا آمد.
- ایهان مالک کوچکترین عضو خانواده ۶ نفره است که توسط محمدعلی و اسما زوج تشکیل شده است.
- ایهان مالیک دارای دو خواهر به نام مین و منکس است که از او بزرگتر است و یک برادر به نام آیدین که کمی از او کوچکتراست.
- چشم و رنگ مو آیهان مالیک قهوه‌ای تیره است؛ که ویولن و قانون را دوست دارد.
- در سال 2016 مالیک از گروه جان کان جدا شد و مستقل به کار خود ادامه می دهد .

## زندگینامه فاتح آلتون تاش - Fatih A.B.B
- او در سال ۱۹۷۷در منطقه Gelsenkirchen-Horst آلمان به دنیا آمد.
- آ.ب. ب به معنای (آ) بزرگترین (ب) بهترین (ب) نویسنده است.
- فاتح نویسنده و خواننده شناخته شده ترکیه است که بیش از ۷۰۰۰ آهنگ دارد.
- رنگ مو و چشم او قهوه‌ای است.
- اصلی ترین فرد این گروه فاتح می باشد .
- اولین آلبوم خواننده مشهور ترکیه به نام اسماعیل ی‌کا متعلق به فاتح آ.ب. ب است که باعث معروف شدن اوست.[۲]

## آلبوم‌ها - Albüm
جان کان از سال ۱۹۹۸ ٨ آلبوم منتشر کرده‌اند
٭ "Bomba Gibi " منتشرشده ۲۰٠٠
" Yar Yar " منتشرشده ٢٠٠٥
" Cayir Cayir " منتشرشده ٢٠٠٥
٭ "Ölümsüz Ask" منتشرشده ۲۰۱۶
٭ "Nedenini Sorma" منتشرشده ٢٠٢٠
" Şartim Var " منتشر شده در سال ۲۰۲۳

## EPs
٭ " Respekt  " تک‌آهنگ 

## آهنگ‌های منتخب - Single
٭ " Bağlamışım  " تک‌آهنگ 2023
٭ " Ağlaya Ağlaya " تک‌آهنگ 2023 ( آلبوم شرط دارم )
٭ " Yilan Deliği " تک‌آهنگ 2023 ( آلبوم شرط دارم )
٭ " Yol Ver  " تک‌آهنگ 2023 ( آلبوم شرط دارم )
٭ " Tutanak  " تک‌آهنگ 2023 ( آلبوم شرط دارم )
٭ " Pusula  " تک‌آهنگ 2023 ( آلبوم شرط دارم )
٭ " Suçsuz  " تک‌آهنگ 2023
٭ " Ozur Dilerim  " تک‌آهنگ 2022
٭ " Benden Olsun  " تک‌آهنگ 2022
٭ " Kalpte Ateşler  " تک‌آهنگ 2022
٭ " Soyle Ona  " تک‌آهنگ 2022
٭ " Maske  " تک‌آهنگ 2022
٭ " Ölürüm  " تک‌آهنگ 2022
٭ " Balla Balla  " تک‌آهنگ 2022
٭ " Kabus  " تک‌آهنگ 2022
٭ " Kadere Kızma  " تک‌آهنگ 2022
٭ " Nedenini Sorma  " تک‌آهنگ 2021
٭ "Nedenini Sorma ( Siir ) " تک‌آهنگ  2021
٭ " Yana Yana  " تک‌آهنگ 
٭ " Zarar " تک‌آهنگ 
٭ " Suphe " تک‌آهنگ 
٭ " Best for Me  " تک‌آهنگ deep 
٭ " Gates  " تک‌آهنگ deep 
٭ " Hadi Hizlan  " تک‌آهنگ 
٭ " Olumsuz Ask  " تک‌آهنگ 2016 ( album ) 
٭ " Manalıyım " تک‌آهنگ 2010 
٭ " Soyle Sen misin   " تک‌آهنگ 2009 
٭ " Bittin sen  " تک‌آهنگ
٭ "   Neler oldu " تک‌آهنگ
٭ " kivira kivira " تک‌آهنگ
٭ " Yaranamadim  " تک‌آهنگ
٭ " Canımı veririm " تک‌آهنگ
٭ " Yemin ettim   " تک‌آهنگ
٭ " Ibret Olsun " تک‌آهنگ
٭ " Yar Yar   " تک‌آهنگ